# マルコス・ギリェルメ・ジ・アウメイダ・サントス・マトス
マルコス・ギリェルメ（葡: Marcos Guilherme）ことマルコス・ギリェルメ・ジ・アウメイダ・サントス・マトス（葡: Marcos Guilherme de Almeida Santos Matos、1995年8月5日 - ）は、ブラジル・サンパウロ州出身のプロサッカー選手。Jリーグ・FC東京所属。ポジションはミッドフィールダー（両ウイング）。

## クラブ歴
アトレチコ・パラナエンセの下部組織に2008年に入団。2013年にカンピオナート・パラナエンセで初出場。2014年にトップチームに昇格し、同年4月20日にカンピオナート・ブラジレイロ・セリエA初出場、5月10日に初得点をそれぞれ記録した。9月5日に2018年まで契約を延長。初年度から54試合11得点の活躍を見せた。2017年1月にプルヴァHNLのNKディナモ・ザグレブに期限付き移籍した。同年7月に期限付き移籍先がサンパウロFCに変更となった。
2018年6月9日、サウジアラビアのアル・ワフダ・メッカに3年契約で移籍した。
2020年1月12日、SCインテルナシオナルに2年契約で移籍した。
2023年7月12日、V・ファーレン長崎へ加入した。

## 代表歴
U-20代表として2015 南米ユース選手権に出場、4得点をあげた。

## 個人成績
| 国内大会個人成績 | 国内大会個人成績 | 国内大会個人成績 | 国内大会個人成績 | 国内大会個人成績 | 国内大会個人成績 | 国内大会個人成績 | 国内大会個人成績 | 国内大会個人成績 | 国内大会個人成績 | 国内大会個人成績 | 国内大会個人成績 |
| 年度             | クラブ           | 背番号           | リーグ           | リーグ戦         | リーグ戦         | リーグ杯         | リーグ杯         | オープン杯       | オープン杯       | 期間通算         | 期間通算         |
| 年度             | クラブ           | 背番号           | リーグ           | 出場             | 得点             | 出場             | 得点             | 出場             | 得点             | 出場             | 得点             |
| 日本             | 日本             | 日本             | 日本             | リーグ戦         | リーグ戦         | リーグ杯         | リーグ杯         | 天皇杯           | 天皇杯           | 期間通算         | 期間通算         |
| ---------------- | ---------------- | ---------------- | ---------------- | ---------------- | ---------------- | ---------------- | ---------------- | ---------------- | ---------------- | ---------------- | ---------------- |
| 2023             | 長崎             | 2                | J2               | 15               | 0                | -                | -                | 0                | 0                | 15               | 0                |
| 2024             | 長崎             | 7                | J2               | 35               | 12               | 5                | 0                | 1                | 0                | 41               | 12               |
| 2025             | 長崎             | 7                | J2               |                  |                  |                  |                  |                  |                  |                  |                  |
| 通算             | 日本             | 日本             | J2               | 50               | 12               | 5                | 0                | 1                | 0                | 56               | 12               |
| 総通算           | 総通算           | 総通算           | 総通算           | 50               | 12               | 0                | 0                | 1                | 0                | 56               | 12               |

その他の公式戦
- 2024年
  - J1昇格プレーオフ 1試合0得点
- Jリーグ初出場 - 2023年7月22日 J2第27節 モンテディオ山形戦 (NDソフトスタジアム山形)
- Jリーグ初得点 - 2024年3月10日 J2第3節 清水エスパルス戦 (トランスコスモススタジアム長崎)

## タイトル
アトレチコ・パラナエンセ
- カンピオナート・パラナエンセ: 2016

ディナモ・ザグレブ
- フルヴァツキ・ノゴメトニ・クプ: 2016-17